# Maroondah Reservoir
Das Maroondah Reservoir ist ein kleiner Stausee im Süden des australischen Bundesstaates Victoria im Verlauf des Watts River, der für die Trinkwasserversorgung von Melbourne genutzt wird.
Der ca. 50 km nordöstlich des Stadtzentrums von Melbourne bei Healesville gelegene See wurde in den 1920er-Jahren vom Melbourne and Metropolitan Board of Works angelegt und besitzt eine Schwerkraftmauer aus Beton. Die Seefläche beträgt 2 km². Er wird heute von der Nachfolgeorganisation Melbourne Water betrieben.
Wie bei anderen Stauseen der Trinkwasserversorgung von Melbourne ist der gesamte Einzugsbereich, der komplett im Yarra-Ranges-Nationalpark liegt,  mit Eukalyptuswald bewachsen und, wie auch der See selbst, komplett für die öffentliche Nutzung gesperrt. Direkt unterhalb der Staumauer befindet sich der Maroondah Reservoir Park, ein Garten im englischen Stil, der viele exotische Pflanzen enthält, die sich stark von der umgebenden Vegetation unterscheiden.
Ein Wanderweg führt über die Hochwasserentlastung des Staudamms nach oben zu einem Aussichtspunkt, von dem aus man den ganzen See überblicken kann.